# Microcheila
Microcheila is een geslacht van kevers uit de familie van de loopkevers (Carabidae). De wetenschappelijke naam van het geslacht is voor het eerst geldig gepubliceerd in 1834 door Brulle.

## Soorten
Het geslacht Microcheila omvat de volgende soorten:
- Microcheila denticollis Jeannel, 1948
- Microcheila picea Brulle, 1834